# Weyhill
Weyhill – wieś w Anglii, w hrabstwie Hampshire. Leży 5,5 km od miasta Andover, 23,8 km od miasta Winchester i 107,6 km od Londynu. W 2016 miejscowość liczyła 667 mieszkańców.